# Ömerşeyhler, Nallıhan
Ömerşeyhler là một xã thuộc huyện Nallıhan, tỉnh Ankara, Thổ Nhĩ Kỳ. Dân số thời điểm năm 2011 là 84 người.